# Pursat (provins)
Pursat (franska: Province de Pouthisat) är en provins i Kambodja. Den ligger i den sydvästra delen av landet, 160 km nordväst om huvudstaden Phnom Penh. Antalet invånare är 495 776. Arean är 12 692 kvadratkilometer. Pursat gränsar till Siem Reap, Koh Kong, Battambang, Kompong Thom, Kampong Chhnang, Kampong Spoe och Trat. Provinshuvudstad är Pursat.
Terrängen i Pursat är varierad.
Pursat delas in i:
- Bakan
- Sampov Meas
- Krakor
- Srŏk Kândiĕng
- Krŏng Poŭthĭsăt
- Srŏk Véal Vêng
- Phnum Kravanh

Följande samhällen finns i Pursat:
- Pursat

## Våtmarker
- Beng Preah Ponlei (en sumpmark)

## Vattendrag
- Au Reang Tri (ett vattendrag)
- Au Trapeang Russei (ett periodiskt vattendrag)
- Klong Hin Naam (ett vattendrag)
- O Ânlŭng Phlœ̆k (ett vattendrag)
- O Avan (ett vattendrag)
- O Bak Préa (ett periodiskt vattendrag)
- O Balay Khêt (ett vattendrag)
- O Chăk Ângkráng (ett vattendrag)
- O Chăng Rung (ett vattendrag)
- O Chha (ett periodiskt vattendrag)
- O Chŏnlók (ett vattendrag)
- O Chôr (ett periodiskt vattendrag)
- O Chrŏu (ett periodiskt vattendrag)
- O Da Âmpông (ett vattendrag)
- O Donh Thno (ett periodiskt vattendrag)
- O Hĭn Rav (ett vattendrag)
- O Kâmpóng Khlŏng (ett vattendrag)
- O Kânsêng (ett vattendrag)
- O Kântuŏt (ett periodiskt vattendrag)
- O Khnay Tól (ett vattendrag)
- O Khnéang (ett vattendrag)
- O Khsiĕ (ett vattendrag)
- O Kiya (ett periodiskt vattendrag)
- O Krâlănh (ett vattendrag)
- O Leăk (ett vattendrag)
- O Lĕch Méas (ett vattendrag)
- O Lhŏng (ett vattendrag)
- O Méam (ett vattendrag)
- O Ménam Toy (ett vattendrag)
- O Phnŏu (ett periodiskt vattendrag)
- O Phŏng (ett periodiskt vattendrag)
- O Pông So (ett vattendrag)
- O Pôpéanŏk (ett periodiskt vattendrag)
- O Rêk (ett periodiskt vattendrag)
- O Rumchék (ett periodiskt vattendrag)
- O Sâmdéch Yós (ett periodiskt vattendrag)
- O Sámliĕng Kămbĕt (ett periodiskt vattendrag)
- O Sâmraông (ett vattendrag)
- O Smŏk (ett periodiskt vattendrag)
- O Sna Ânsa (ett periodiskt vattendrag)
- O Snay (ett periodiskt vattendrag)
- O Spéan (ett periodiskt vattendrag)
- O Spéan (ett vattendrag)
- O Srăh Mkăk (ett periodiskt vattendrag)
- O Srâl (ett vattendrag)
- O Sráng (ett vattendrag)
- O Srê Prăng (ett periodiskt vattendrag)
- O Svay Ăt (ett periodiskt vattendrag)
- O Ta Mŭm (ett vattendrag)
- O Tbŏl (ett periodiskt vattendrag)
- O Tœ̆k Lŭy (ett vattendrag)
- O Tôtoŭ Mlông (ett periodiskt vattendrag)
- O Trămpêr (ett vattendrag)
- O Trânăb Kôki (ett periodiskt vattendrag)
- O Triĕk (ett periodiskt vattendrag)
- O Tumbŏt (ett periodiskt vattendrag)
- Prêk Chăm Tusat (ett vattendrag)
- Prêk Châmraôh (ett vattendrag)
- Prêk Kâmpóng Sâmnâr (ett vattendrag)
- Prêk Kândiĕng (ett periodiskt vattendrag)
- Prêk Kântrás (ett periodiskt vattendrag)
- Prêk Kei (ett vattendrag)
- Prêk Khnach (ett vattendrag)
- Prêk Manŭk (ett vattendrag)
- Prêk Riĕn Âmbĕl (ett vattendrag)
- Prêk Rôméam Chhlik (ett vattendrag)
- Prêk Srâlĕt (ett vattendrag)
- Prêk Ta Pŏk (ett vattendrag)
- Prêk Tœ̆k Phŏs (ett vattendrag)
- Prek Tradianich (ett vattendrag)
- Stœ̆ng Kŏlto (ett vattendrag)
- Stœ̆ng Krâvanh (ett periodiskt vattendrag)
- Stœ̆ng Ménam (ett vattendrag)
- Stœ̆ng Prey Krób Hêb (ett periodiskt vattendrag)
- Stœ̆ng Rakiĕn (ett vattendrag)
- Stœ̆ng Rœssei (ett vattendrag)
- Stœ̆ng Rôkiĕn (ett vattendrag)
- Stœ̆ng Spéan Tônlea (ett periodiskt vattendrag)
- Stœ̆ng Srê Chrés (ett vattendrag)
- Stœ̆ng Ta Say (ett periodiskt vattendrag)
- Stœ̆ng Tachăn (ett vattendrag)
- Stœ̆ng Tum Yông (ett vattendrag)
- Stung Among (ett vattendrag)
- Stung Aroi (ett vattendrag)
- Stung Atay (ett vattendrag)
- Stung Bamnak (ett vattendrag)
- Stung Da Ro El (ett vattendrag)
- Stung Kang Chong (ett vattendrag)
- Stung Kasa Kdak (ett vattendrag)
- Stung Kbal Siem (ett vattendrag)
- Stung Kompong Lar (ett vattendrag)
- Stung Krao (ett vattendrag)
- Stung Mong Ri (ett vattendrag)
- Stung Peam Trap (ett vattendrag)
- Stung Plueh (ett vattendrag)
- Stung Preal (ett vattendrag)
- Stung Raung Damrei (ett vattendrag)
- Stung Russey (ett vattendrag)
- Stung Samrong (ett vattendrag)
- Stung Samyong (ett vattendrag)
- Stung Santre (ett vattendrag)
- Stung Sap Mot (ett vattendrag)
- Stung Sar (ett periodiskt vattendrag)
- Stung Somrang (ett vattendrag)
- Stung Svay Moul (ett vattendrag)
- Stung Tamyong (ett vattendrag)
- Stung Tasay (ett vattendrag)
- Stung Tien Tung (ett vattendrag)
- Stung Toml (ett vattendrag)
- Stung Tomlay (ett vattendrag)
- Stung Toul (ett vattendrag)
- Stung Tumpor (ett vattendrag)

## Insjöar
- Beng Bek Pseng (en sjö)
- Beng Dang Kiep Kdam (en periodisk sjö)
- Beng Sar Pang (en sjö)
- Bœ̆ng Pruŏt (en sjö)
- Bœ̆ng Ta Kóng (en sjö)
- Bœ̆ng Tôtœ̆ng (en periodisk sjö)
- Bœ̆ng Trâbêk (en sjö)
- Trâpeăng Steăng (en sjö)
- Trapeang Tranh Chu (en sjö)

## Slätter
- Véal Mai Rŭk (en platå)

## Öar
- Kaôh Khleăng Koŭ (en ö)
- Kaôh Khsăch Puŏy (en ö)
- Kaôh Lhêk (en ö)
- Kaôh Rĭch (en ö)
- Kaôh Sva Préam (en ö)
- Kaôh Thmei (öar)

## Kullar
- Phnom Koe (en ås)
- Phnom Tak Pus (en kulle)
- Phnum A Rĭk (en kulle)
- Phnum Bântéay (en kulle)
- Phnum Bêk Pêng (en ås)
- Phnum Châmna Ta Tông (en kulle)
- Phnum Chandaeur Kăch (en ås)
- Phnum Chrâk Koŭ (en kulle)
- Phnum Chrâk Tvéa (en kulle)
- Phnum Dák Preăh (en kulle)
- Phnum Dei (en kulle)
- Phnum Donh Thno (en kulle)
- Phnum Hêm (en kulle)
- Phnum Kânsai (en kulle)
- Phnum Kbal Thmâ (en kulle)
- Phnum Khla Krab (en kulle)
- Phnum Khnăch Tônsay (en kulle)
- Phnum Kôk (en kulle)
- Phnum Kon (en kulle)
- Phnum Kotăn (en kulle)
- Phnum Kruŏch (en kulle)
- Phnum Kruŏs (en kulle)
- Phnum 'Neăkta Krâhâm Kâ (en kulle)
- Phnum Pôngrôl (en kulle)
- Phnum Preăh (en kulle)
- Phnum Rôka Chol (en kulle)
- Phnum Sâmrut Sbov (en kulle)
- Phnum Sángkŏs (en ås)
- Phnum Srê Reăng (en kulle)
- Phnum Svay (en kulle)
- Phnum Ta Dat (en kulle)
- Phnum Téal (en kulle)
- Phnŭm Tirang (en ås)
- Phnum Toch Vêng (en kulle)
- Phnum Tôtœ̆ng Thngai (en kulle)
- Phnum Tráb (en kulle)
- Phnŭm Triĕk (en ås)
- Phnum Triĕl (en kulle)
- Phnum Tŭk Chh'œ̆ng (en kulle)
- Phnum Tumlôy (en kulle)
- Phnum Vêng (en kulle)

## Berg
- Phnom Bah (ett berg)
- Phnom Russei Duoch (ett berg)
- Phnom Tram Russei (ett berg)
- Phnom Tuk Sras (en bergstopp)
- Phnum Ânlóng Néak (ett berg)
- Phnum Bán Phlêk (ett berg)
- Phnŭm Bântŏât (ett berg)
- Phnŭm Bên Bŭn (ett berg)
- Phnum Chrâk Phnŏu (ett berg)
- Phnum Chrâk Tuléay (ett berg)
- Phnŭm Chriyoŭl Lay (ett berg)
- Phnŭm Chŭb (ett berg)
- Phnum Da Kântuŏt (ett berg)
- Phnum Dâmrei Slăb (ett berg)
- Phnum Datông (en bergstopp)
- Phnum Dei Krâhâm (ett berg)
- Phnum Dei Krâhâm (ett berg)
- Phnŭm Hĭn Teuloŭk (ett berg)
- Phnŭm Hŏng Lŏng (ett berg)
- Phnum Ka Nhănh (ett berg)
- Phnum Kâmpêng (ett berg)
- Phnum Kâmpô Yêng (ett berg)
- Phnŭm Kânchan (ett berg)
- Phnŭm Kândal (ett berg)
- Phnŭm Kâng Chéal (ett berg)
- Phnŭm Kânsêng (ett berg)
- Phnum Kântuŏt (ett berg)
- Phnum Kbal Khla (ett berg)
- Phnŭm Kbal Mlu (ett berg)
- Phnum Kbal O Lvéa (ett berg)
- Phnŭm Kbal Rœssei (ett berg)
- Phnum Kdé (ett berg)
- Phnum Kéan Khvêng (ett berg)
- Phnŭm Khang Chol (ett berg)
- Phnŭm Khla Khmŭm (ett berg)
- Phnum Khmaôch (ett berg)
- Phnum Khmŏk Mreăk (ett berg)
- Phnŭm Khnat (ett berg)
- Phnŭm Khsiĕ (ett berg)
- Phnum Klĭyé (ett berg)
- Phnum Kmau Sâmăy (ett berg)
- Phnum Knâng Kê (ett berg)
- Phnŭm Kŏk (ett berg)
- Phnum Kôki (ett berg)
- Phnŭm Kôy (ett berg)
- Phnum Krâbau (ett berg)
- Phnŭm Krâchau (ett berg)
- Phnum Krâkaôh (ett berg)
- Phnum Krâkôr Krăs (ett berg)
- Phnum Kran (ett berg)
- Phnum Krăng Ãnlung (ett berg)
- Phnum Kranh (ett berg)
- Phnum Krâpang (ett berg)
- Phnum Kri (ett berg)
- Phnum Kruŏs (ett berg)
- Phnum Lăng Tbêng (ett berg)
- Phnum Léach Pi (ett berg)
- Phnŭm 'Neăk Ŭk (ett berg)
- Phnŭm Ŏknha Méas (ett berg)
- Phnum Péam Pŭk (ett berg)
- Phnum Péam Trâbêk (ett berg)
- Phnŭm Phang Klôn (ett berg)
- Phnum Phnŏu (ett berg)
- Phnum Pôngrul (ett berg)
- Phnum Prâhásb (ett berg)
- Phnum Pruŏs Méas (ett berg)
- Phnum Pu Réng (ett berg)
- Phnum Reăng Khrav (ett berg)
- Phnum Rôkat (ett berg)
- Phnŭm Rôkiĕng (ett berg)
- Phnum Rôliĕb (ett berg)
- Phnum Sâmbon (ett berg)
- Phnum Sâmkŏs (ett berg)
- Phnum Sâmran (ett berg)
- Phnum Sâmray (ett berg)
- Phnum Sâr Ay (ett berg)
- Phnum Sbai Thœăng (ett berg)
- Phnum Sinh (ett berg)
- Phnŭm Smat Dêng (ett berg)
- Phnŭm Smet (ett berg)
- Phnum Sráng (ett berg)
- Phnŭm Srang (ett berg)
- Phnŭm Sruŏch (ett berg)
- Phnŭm Sruol (ett berg)
- Phnŭm Sruŏl (ett berg)
- Phnŭm Stoal (ett berg)
- Phnum Stoŭng Kngaôk (ett berg)
- Phnum Ta Kot (ett berg)
- Phnŭm Ta Lami (ett berg)
- Phnum Tăng Phloch (ett berg)
- Phnŭm Tau (ett berg)
- Phnum Téab (ett berg)
- Phnum Thmâ Ângkêb (ett berg)
- Phnum Thmâ Kéh (ett berg)
- Phnŭm Thmâ Roŭng (ett berg)
- Phnŭm Thol (ett berg)
- Phnŭm Tirey (ett berg)
- Phnum Tnaôt (ett berg)
- Phnum Tœ̆k (ett berg)
- Phnŭm Tráng (ett berg)
- Phnum Trâpeăng Pring (ett berg)
- Phnum Trâyông (ett berg)
- Phnum Tŭk Chray (ett berg)
- Phnŭm Tumbŏt (ett berg)
- Phnum Tumpôr (ett berg)
- Phnum Tuŏl (ett berg)
- Phnŭm Tuŏr (ett berg)
- Phnŭm Tuy Ângkŏnh (en bergskedja)
- Phnŭm Yav Yai (ett berg)
- Phnum Yéay Mau (ett berg)

## Bergspass
- Chrâk Phnum Chrâk Préal (ett bergspass)